# Internet Explorer Mobile
Internet Explorer Mobile è stato un browser web mobile per Windows Phone 8, Windows Phone 7 e Windows CE sviluppato da Microsoft, basato sul motore di rendering Trident (anche se le prime versioni, denominate "Pocket Internet Explorer", utilizzavano un altro motore di rendering).
Il supporto per Internet Explorer Mobile è terminato su tutti i sistemi operativi Microsoft il 10 ottobre 2023 con la fine del supporto per Windows Embedded Compact 2013.

## Versioni

### Versioni per Handheld PC
|            | Versione                               | Pubblicato il                         | Fornito con                             | Fornito con                             |
| Windows CE | Versione                               | Pubblicato il                         | Handheld PC                             |                                         |
| ---------- | -------------------------------------- | ------------------------------------- | --------------------------------------- | --------------------------------------- |
| PIE1       | Pocket Internet Explorer 1.0           | 18 novembre 1996                      | Windows CE 1.0                          |                                         |
| PIE1       | Pocket Internet Explorer 1.1           | 13 giugno 1997                        | (scaricabile dal sito Web di Microsoft) | (scaricabile dal sito Web di Microsoft) |
| PIE2       | Pocket Internet Explorer 2.0           | RTM: 29 settembre 1997                | Windows CE 2.0                          | Handheld PC 2.0                         |
| PIE2       | Pocket Internet Explorer 2.0           | commercializzazione: novembre 1997    | Windows CE 2.0                          | Handheld PC 2.0                         |
| PIE3       | Pocket Internet Explorer 3.0           | marzo 1998                            | Windows CE 2.10                         | (non messo in commercio)                |
| PIE3       | Pocket Internet Explorer 3.01          | RTM: luglio 1998                      | Windows CE 2.11                         | Handheld PC Professional                |
| PIE3       | Pocket Internet Explorer 3.01          | commercializzazione: 8 ottobre 1998   | Windows CE 2.11                         | Handheld PC Professional                |
| PIE3       | Pocket Internet Explorer 3.02          | 28 settembre 1999                     | Windows CE 2.12                         | (poco                                   |
| IE4 H/PC   | Internet Explorer 4.02 per Handheld PC | 28 settembre 1999                     | Windows CE 2.12                         | diffuso)                                |
| IE4 H/PC   | Internet Explorer 4.02 per Handheld PC | RTM: 15 giugno 2000                   | Windows CE 3.0                          | Handheld PC 2000                        |
| IE4 H/PC   | Internet Explorer 4.02 per Handheld PC | commercializzazione: 7 settembre 2000 | Windows CE 3.0                          | Handheld PC 2000                        |

#### Pocket Internet Explorer 1
Pocket Internet Explorer 1.0 (anche noto come Pocket Internet Explorer 0.6) fu messo in commercio il 18 novembre 1996 con Windows CE 1.0 per Handheld PC. Non derivava dal codice di Internet Explorer, ma venne riscritto da zero al fine di renderlo il più leggero possibile. Disponeva del supporto completo a HTML 1.0 e parziale a HTML 2.0.
Pocket Internet Explorer 1.1 fu pubblicato come aggiornamento sul sito Web di Microsoft il 13 giugno 1997. Introdusse le seguenti funzionalità:
- supporto migliore a HTML 2.0;[9]
- supporto ai protocolli SSL e PCT;[8]
- supporto ai cookie;[10]
- supporto al Web caching;[10]
- funzione di salvataggio in locale di immagini e pagine Web.[10]

#### Pocket Internet Explorer 2
Pocket Internet Explorer 2.0 venne pubblicato il 29 settembre 1997 in Windows CE 2.0, e venne messo in commercio nel novembre 1997 con Windows CE 2.0 per Handheld PC 2.0.
Pocket Internet Explorer 2 introdusse le seguenti funzionalità:
- supporto completo a HTML 2.0 e parziale a HTML 3.2, in particolare ai frame[4] e alle tabelle[senza fonte];
- navigazione in modalità non in linea tramite la funzione di Web caching;
- ridimensionamento automatico delle immagini per adattarle allo schermo;
- menu contestuale con i comandi per navigare in un'altra finestra, salvare un'immagine in locale e impostare un'immagine come sfondo del desktop.

#### Pocket Internet Explorer 3

Pocket Internet Explorer 3 in Windows CE 2 su un Handheld PC

Pocket Internet Explorer 3 apparve per la prima volta nel marzo 1998 in Windows CE 2.10, e venne poi messo in commercio l'8 ottobre 1998 con Windows CE 2.11 per Handheld PC Professional. Venne anche incluso in Windows CE 2.12 insieme a Internet Explorer 4.02 per Handheld PC.
Pocket Internet Explorer 3 introdusse le seguenti funzionalità:
- supporto migliore a HTML 3.2 e parziale a HTML 4.0;
- supporto a JScript;
- supporto ai controlli ActiveX (solo se già installati nel dispositivo);
- supporto a diversi protocolli di sicurezza.

#### Internet Explorer 4 per Handheld PC
Internet Explorer 4.02 per Handheld PC, anche noto come Internet Explorer 4.01 per Handheld PC poiché basato sulla versione 4.01 Service Pack 2 di Internet Explorer per Windows, venne pubblicato il 28 settembre 1999 in Windows CE 2.12 Platform Builder, come opzione alternativa a Pocket Internet Explorer 3, e venne più ampiamente messo in commercio il 7 settembre 2000 con Windows CE 3.0 per Handheld PC 2000.
Internet Explorer 4.02 per Handheld PC introdusse le seguenti funzionalità:
- supporto a HTML 4.0;
- supporto ai Cascading Style Sheets (CSS);
- supporto all'HTML dinamico (DHTML);
- possibilità di scaricare i controlli ActiveX;
- possibilità di scaricare tipi di carattere aggiuntivi;
- supporto ai frame mobili;
- supporto alle immagini GIF animate.

Vennero tuttavia rimossi i menu contestuali e la funzionalità di ridimensionamento automatico delle immagini.

### Versioni per Windows Mobile e Windows Phone
| Versione                   | Pubblicato il                              | Piattaforma principale |
| -------------------------- | ------------------------------------------ | ---------------------- |
| Pocket Internet Explorer 4 | 19 aprile 2000                             |                        |
| Internet Explorer Mobile 6 | 11 maggio 2009                             | Windows Mobile 6.5     |
| Internet Explorer Mobile 7 | RTM: 1º settembre 2010                     | Windows Phone 7        |
| Internet Explorer Mobile 7 | prima commercializzazione: 21 ottobre 2010 | Windows Phone 7        |
| Internet Explorer Mobile 9 | RTM: 26 luglio 2011                        | Windows Phone 7.5      |
| Internet Explorer Mobile 9 | commercializzazione: 27 settembre 2011     | Windows Phone 7.5      |

#### Pocket Internet Explorer 4

Pocket Internet Explorer 4 su Pocket PC

La versione di Pocket Internet Explorer per Pocket PC 2002 disponeva delle seguenti funzionalità:
- supporto limitato all'HTML dinamico e all'XML;
- supporto ai protocolli WAP e FTP;
- supporto al linguaggio XSLT;
- supporto al formato di file GIF animato.

#### Internet Explorer Mobile 6

Internet Explorer Mobile 6 su Windows Mobile 6.5

Microsoft annunciò un aggiornamento del browser Internet Explorer Mobile il 1º aprile 2008, insieme a Windows Mobile 6.1. Venne descritto come "approfittare delle tecnologie di Internet Explorer 6", con la promessa del supporto per i contenuti H.265, Adobe Flash e Microsoft Silverlight. Avrebbe anche supportato la panoramica e lo zoom sulle pagine progettate per i browser desktop, analogamente a Safari su iPhone.
Internet Explorer Mobile 6 venne brevemente mostrato all'apertura del CES 2009 di Microsoft in esecuzione su un Palm Treo Pro, e successivamente in un video ufficiale del telefono TG01 di Toshiba.
Internet Explorer Mobile 6 venne pubblicato come parte di Windows Mobile 6.1.4, e alcuni OEM lo installarono anche sui dispositivi Windows Mobile 6.1.4 Standard. Era basato su una versione migliorata del motore di rendering Trident di Internet Explorer 6, e introdusse le seguenti funzionalità:
- supporto migliorato a JavaScript e a AJAX con Jscript 5.7 proveniente da Internet Explorer 8;[29]
- supporto ai contenuti multimediali Adobe Flash con Adobe Flash Lite 3.1;[29]
- interfaccia grafica riprogettata per l'uso con le dita;[30]
- introduzione delle due modalità di visualizzazione mobile e desktop;[31]
- miglioramento della qualità e della velocità di rendering generali (seppur inferiori, secondo alcuni critici,[28][32][33][34] a quelle di Opera Mobile e dei browser basati su WebKit).

#### Internet Explorer Mobile 7

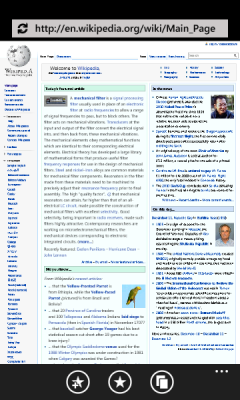
Internet Explorer Mobile 7 su Windows Phone 7

Schede in Internet Explorer Mobile 7

Internet Explorer Mobile 7, annunciato per la prima volta il 15 febbraio 2010 al GSMA Mobile World Congress, è stato messo in commercio, per la prima volta in alcune parti del mondo, il 21 ottobre 2010 incluso in Windows Phone 7. È disponibile per le piattaforme Windows Phone 7, Windows Mobile e Zune HD, anche se la prima è più ricca di funzionalità.
Internet Explorer Mobile 7 ha introdotto un motore di rendering ibrido, basato sul motore di rendering Trident della versione desktop di Internet Explorer 7 con alcuni miglioramenti presi in prestito da Trident di Internet Explorer 8. Il nuovo motore di rendering è stato apprezzato da diversi critici per la velocità e la qualità di rendering, in linea con i browser mobili concorrenti basati su WebKit.
Internet Explorer Mobile 7 ha introdotto le seguenti funzionalità:
- nuova interfaccia utente semplificata;
- supporto alla navigazione a schede (fino a 6 schede);[37]
- supporto ai gesti multi-touch, compresi "pinch-to-zoom" e "tap-to-zoom";
- nuova schermata iniziale che mostra un elenco delle pagine Web preferite[41] e delle piastrelle con collegamenti alle pagine Web;
- possibilità di salvare le immagini dalle pagine Web;
- possibilità di condividere le pagine Web per posta elettronica;
- supporto alla ricerca nel testo: consente all'utente di cercare una parola o una frase in una pagina Web digitandola;
- stretta integrazione con il motore di ricerca Bing;
- animazioni di zoom graduali.

#### Internet Explorer Mobile 9
Internet Explorer Mobile 9, annunciato per la prima volta il 14 febbraio 2011 al GSMA Mobile World Congress, è stato messo in commercio il 27 settembre 2011 incluso in Windows Phone 7.5. Questa è l'ultima versione supportata su Windows Phone 7.
Internet Explorer Mobile 9 offre il supporto completo all'accelerazione hardware e a standard Web come l'HTML5, come la sua controparte desktop:
- rendering dotato di accelerazione hardware;
- supporto alla riproduzione degli elementi multimediali in HTML5;
- supporto alla geolocalizzazione;
- nuovo motore JavaScript;
- nuova interfaccia utente con la barra degli indirizzi in fondo allo schermo, disponibile anche in modalità orizzontale.

#### Internet Explorer Mobile 10
Il 20 giugno 2012, al Developer Summit di San Francisco, Microsoft ha svelato Windows Phone 8, che include lo stesso motore di navigazione Web che è destinato ai PC e ai tablet con Windows 8. Internet Explorer Mobile 10 ha introdotto delle funzionalità anti-phishing come il filtro SmartScreen per bloccare malware e siti Web pericolosi. Grazie al codice condiviso tra la versione desktop e quella mobile, Internet Explorer Mobile 10 ha un supporto più vasto alla tecnologia HTML5 (tra cui gli eventi touch).

#### Internet Explorer Mobile 11
Il 15 luglio 2014, Microsoft ha reso disponibile Windows Phone 8.1, che include il nuovo browser Internet Explorer Mobile 11. Questa versione si avvicina ancora di più alla controparte desktop, apportando molti dei suoi miglioramenti.
Le nuove funzionalità includono:
- il supporto a WebGL;
- la mappatura normale;[non chiaro]
- la modalità InPrivate Browsing;
- la modalità di lettura;
- la possibilità di scorrere rapidamente verso sinistra o destra per navigare alla pagina Web precedente o successiva;
- il caricamento di file;
- un nuovo lettore Web di video HTML5 con supporto alla riproduzione incorporata e ai sottotitoli codificati;
- i riquadri animati dei siti Web in stile Windows 8;
- la capacità di salvare le password;
- la capacità di aprire un numero illimitato di schede (in precedenza l'utente poteva aprire fino a 6 schede).

Inoltre, il pulsante per ricaricare la pagina è ora posizionato sulla barra degli indirizzi, e le schede aperte possono essere visualizzate su altri dispositivi Microsoft oltre allo smartphone in uso: se un utente ha effettuato l'accesso con il suo account Microsoft sia sul dispositivo Windows 8.1 sia sul dispositivo Windows Phone, le schede su Internet Explorer 11 vengono sincronizzate automaticamente.

#### Internet Explorer Mobile 11 Update
Microsoft ha apportato diversi cambiamenti a Internet Explorer Mobile per rendere il browser più compatibile con i siti progettati per le versioni mobile di Safari (iOS) e Chrome (Android). Per realizzare ciò, Microsoft ha adottato funzionalità utilizzate in Safari e in Chrome, emula funzionalità legacy di WebKit, e dichiara ai server Web di essere compatibile con iOS o Android. La nuova versione di Internet Explorer Mobile è stata pubblicata con Windows Phone 8.1 Update.

## Stringhe di user agent
Nelle ultime versioni di Internet Explorer Mobile su Windows Phone 7 sono disponibili le modalità di visualizzazione mobile e desktop, che corrispondono a due diverse stringhe di user agent. La stringa di user agent relativa alla modalità di visualizzazione desktop appare piuttosto simile a quella della corrispettiva versione di Internet Explorer per PC.
| Versione                            | Versione piattaforma                | Stringa di user agent |
| ----------------------------------- | ----------------------------------- | --- |
| Pocket Internet Explorer 2          | Windows CE 2.0 per Handheld PC 2.0  | Mozilla/1.1 (compatible; MSPIE 2.0; Windows CE) |
| Pocket Internet Explorer 3          | Windows CE 2.1x per Handheld PC     | Mozilla/2.0 (compatible; MSIE 3.02; Windows CE) |
| Internet Explorer 4 per Handheld PC | Windows CE 3.0 per Handheld PC 2000 | Mozilla/4.0 (compatible; MSIE 4.01; Windows 95) |
| Pocket Internet Explorer 4          | Windows CE 3.0 per Pocket PC 2002   | Mozilla/2.0 (compatible; MSIE 3.02; Windows CE; PPC; 240x320) |
| Internet Explorer Mobile 6          | Windows Mobile 6.5                  | - modalità di visualizzazione mobile: Mozilla/4.0 (compatible; MSIE 6.0; Windows NT 5.1; Windows Phone 6.5) - modalità di visualizzazione desktop: Mozilla/4.0 (compatible; MSIE 6.0; Windows CE; IEMobile 8.12; MSIEMobile 6.0)                                                                                |
| Internet Explorer Mobile 7          | Windows Phone 7                     | - modalità di visualizzazione mobile: Mozilla/4.0 (compatible; MSIE 7.0; Windows Phone OS 7.0; Trident/3.1; IEMobile/7.0; <ProduttoreDispositivo>; <ModelloDispositivo>) - modalità di visualizzazione desktop: Mozilla/4.0 (compatible; MSIE 7.0; Windows NT 6.1; XBLWP7; ZuneWP7)                             |
| Internet Explorer Mobile 9          | Windows Phone 7.5                   | - modalità di visualizzazione mobile: Mozilla/5.0 (compatible; MSIE 9.0; Windows Phone OS 7.5; Trident/5.0; IEMobile/9.0; <ProduttoreDispositivo>; <ModelloDispositivo>) - modalità di visualizzazione desktop: Mozilla/5.0 (compatible; MSIE 9.0; Windows NT 6.1; Trident/5.0; XBLWP7; ZuneWP7)                |
| Internet Explorer Mobile 10         | Windows Phone 8                     | - modalità di visualizzazione mobile: Mozilla/5.0 (compatible; MSIE 10.0; Windows Phone 8.0; Trident/6.0; IEMobile/10.0; ARM; Touch; <Produttore>; <Dispositivo> [;<Operatore>]) - modalità di visualizzazione desktop: Mozilla/5.0 (compatible; MSIE 10.0; Windows NT 6.2; Trident/6.0; ARM; Touch; WPDesktop) |

## Conformità agli standard
Nel test Acid3, Internet Explorer Mobile 9 ottiene lo stesso punteggio della sua controparte per PC, con cui condivide lo stesso motore di rendering.

Risultati del test Acid3 di Internet Explorer Mobile
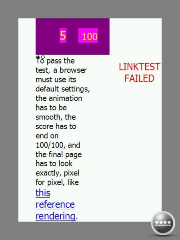
Internet Explorer Mobile 6 (5/100[nota 1])
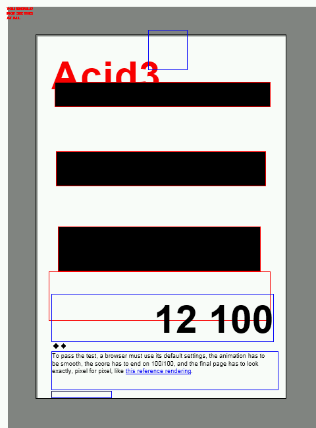
Internet Explorer Mobile 7 (12/100[nota 1])
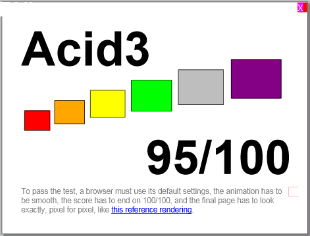
Internet Explorer Mobile 9 (95/100[nota 1])

1. 1 2 3  Questo punteggio è relativo a una versione del test Acid3 precedente all'aggiornamento di settembre 2011.